# Лайлаши
Лайлаши (груз. ლაილაში) — село в Цагерском муниципалитете края Рача-Лечхуми и Нижняя Сванетия Грузии. Находится в 18 километрах на восток от Цагери на высоте около 850 метров, прямо над Ланджанурским водохранилищем на реке Ладжанури, в 4 километрах от трассы Орбели — Альпана.
В конце XIX века в этом населенном пункте жило около 11 тыс. жителей, он был местечком и торговым центром Лечхумского уезда Кутаисской губернии; это одна из бывших резиденций Дадианов мингрельских. 
Население села составляет в настоящее время около 250 человек. В прошлом в нем были еврейская и армянская общины. Достопримечательностями села являются синагога и источник с бассейном. В 1940-х годах в синагоге села была обнаружена так называемая Лайлашская Библия — уникальный пергамент X века, свиток Торы.